# كامل بيراموف
كامل بيراموف هو لاعب كرة قدم أذربيجاني في مركز الهجوم، ولد في 19 نوفمبر 1972 في جمهورية أذربيجان الاشتراكية السوفيتية في الاتحاد السوفيتي. شارك مع منتخب أذربيجان لكرة القدم. أما مع النوادي، فقد لعب مع نادي نيفتشي باكو.

## وصلات خارجية
- كامل بيراموف على موقع قاعدة بيانات كرة القدم.إي يو (الإنجليزية)
- كامل بيراموف على موقع ناشيونال فوتبول تيمز (الإنجليزية)
- كامل بيراموف على موقع Soccerway.com (الإنجليزية)
- كامل بيراموف على موقع عالم كرة القدم.نت (الإنجليزية)